# Tang Chiu Mang
Tang Chiu Mang, född 24 juli 1990, är en hongkongsk roddare.
Tang Chiu Mang tävlade för Hongkong vid olympiska sommarspelen 2016 i Rio de Janeiro, där han tillsammans med Chiu Hin Chun slutade på 19:e plats i lättvikts-dubbelsculler.